# Chariesthes maynei
Chariesthes maynei là một loài bọ cánh cứng trong họ Cerambycidae.